# براد أبتون
براد أبتون (بالإنجليزية: Brad Upton)‏ هو عازف جاز وملحن أمريكي، ولد في 1952.